# ارل تامپسون
ارل تامپسون (انگلیسی: Earl Thomson؛ ۱۵ فوریه ۱۸۹۵ – ۱۹ مه ۱۹۷۱) دونده اهل کانادا بود.
وی در مسابقات کشوری و بین‌المللی در مجموع برندهٔ ۱ مدال طلا شده‌است.